# Semaeopus discors
Semaeopus discors là một loài bướm đêm trong họ Geometridae.